# Antonia Vergara y Sanz de Santamaría
Antonia Vergara y Sanz de Santamaría (Santafé, 14 de julio de 1786-14 de marzo de 1837) fue una mártir neogranadina que participó en la independencia de Colombia, esposa del mártir José Gregorio Gutiérrez Moreno miembro del Sindicato que había objetado los abusos del Virrey de la Nueva Granada y posteriormente fusilado en 1816.

## Biografía
Nacida el 14 de julio de 1786, en Santafé de Bogotá, en una ilustre familia santafereña. Fue hija de Francisco Xavier de Vergara y Caicedo y Francisca Sanz de Santamaría y Prieto. 

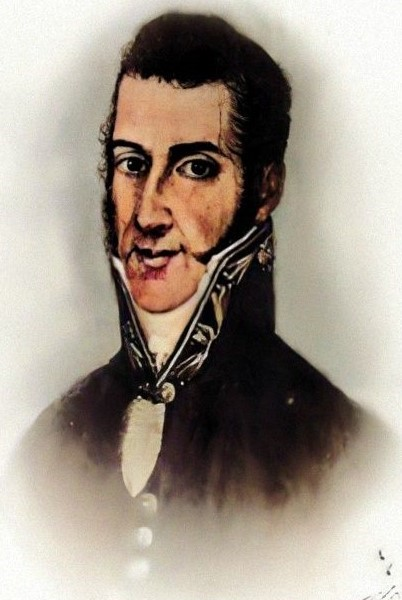
Retrato de José Gregorio Gutiérrez Moreno

Se casó con el prócer y político neogranadino José Gregorio Gutérrez Moreno.Santafé, el 20 de agosto de 1805 quién fue gobernador de Cundinamarca, miembro del Serenisimo Colegio Constituyente y Electoral de la Provincia de Cundinamarca de 1812 y con quien tuvo como hijo a Ignacio Gutiérrez Vergara futuro presidente de Colombia. En 1816 su marido es condenado a muerte por Pablo Morillo durante la Reconquista de la Nueva Granada y asesinado en 1816 en Bogotá.
El rey de España, unos años antes hizo un ofrecimiento de dos títulos de Castilla a ilustres personajes del Nuevo Reino de Granada que tuvieran limpieza de sangre, fue entonces cuando el ofrecimiento le llegó a Pantaleón Gutiérrez, padre José Gregorio Gutiérrez y apodado El Patriarca de la Sabana, suegro de Antonia, título que sorpresivamente rechazó. Años más tarde fue ejecutado por los realistas enviados por Pablo Morillo en julio de 1816 durante la reconquista. Tenía 35 años. Se dice que mientras se dirigía al cadalso, miró hacia un balcón y vio a Vergara y sus cuatro hijos que estaban todos arrodillados. Levantó la mano a modo de despedida y les dio su última bendición. El mártir fue fusilado dejando a su hijo Ignacio Gutiérrez Vergara, luego presidente de la Confederación Granadina devastado y en una edad temprana.
El 14 de agosto de 1810 estaba entre un grupo de mujeres que insistieron en que el virrey y la virreina, Francisca Villanova, recibieran un salvoconducto desde las cárceles en las que habían estado retenidos durante la noche y regresaran al palacio del virrey.Estas distinguidas damas de Santafé estaban encabezadas por la esposa de Camilo Torres, Francisca Prieto Ricaurte de Torres; se congregaron para dirigirse a la cárcel del divorcio portando ramos de flores para la virreina, después de lograr liberarla la acompañaron ceremonialmente al palacio virreinal, entre ellas Antonia de Vergara Azcárate, Rafaela Isasi de Lozano, marquesa de San Jorge, Mariana Mendoza de Sanz de Santamaría, entre otras.
Es recordado el día en que asesinaron a su marido, la comitiva realista pasó al frente de su casa, en la calle real de Santa fe, donde el mártir de la Independencia de Colombia José Gregorio Gutiérrez caminaba acompañado de una gran multitud en silencio hacia el patíbulo llamada la huerta de Jaime (hoy Plaza de los Mártires). Historiadores afirman que Antonia se encontraba presenciando todo esto desde un balcón arrodillada con sus cuatro hijos pequeños vestidos de negro y llorando.
Antonia es considerada mártir de la Independencia toda su familia estaba involucrada en las Independencias hispanoamericanas; entre sus parientes estaban varios miembros del consejo de gobierno del presidente Antonio Nariño, entre ellos Felipe de Vergara Azcárate, Domingo Caycedo, Primo Groot y el marqués José María Lozano.Desde su padre, sus tíos, su suegro, su cuñado, sus hermanos Estanislao Vergara y Tadeo Vergara que asesinado por el ejército realista, sus primos inmediatos José de Ayala y Luis de Ayala, José María Vergara y Lozano y Domingo Caycedo; su tío Pantaleón Sanz de Santamaría, José Sanz de Santamaría y su hermana Manuela Sanz de Santamaría; sus otros primos por afinidad, Camilo Manrique, Francisco Morales, Camilo Torres, Nicolás Tanco, Antonio Villavicencio, Francisco José de Caldas, Manuel Bernardo de Álvarez y Jorge Tadeo Lozano; y familiares lejanos José María Portocarrero, Antonio Baraya, Antonio Ricaurte y los hermanos París.